# Eco Rallye de la Comunitat Valenciana

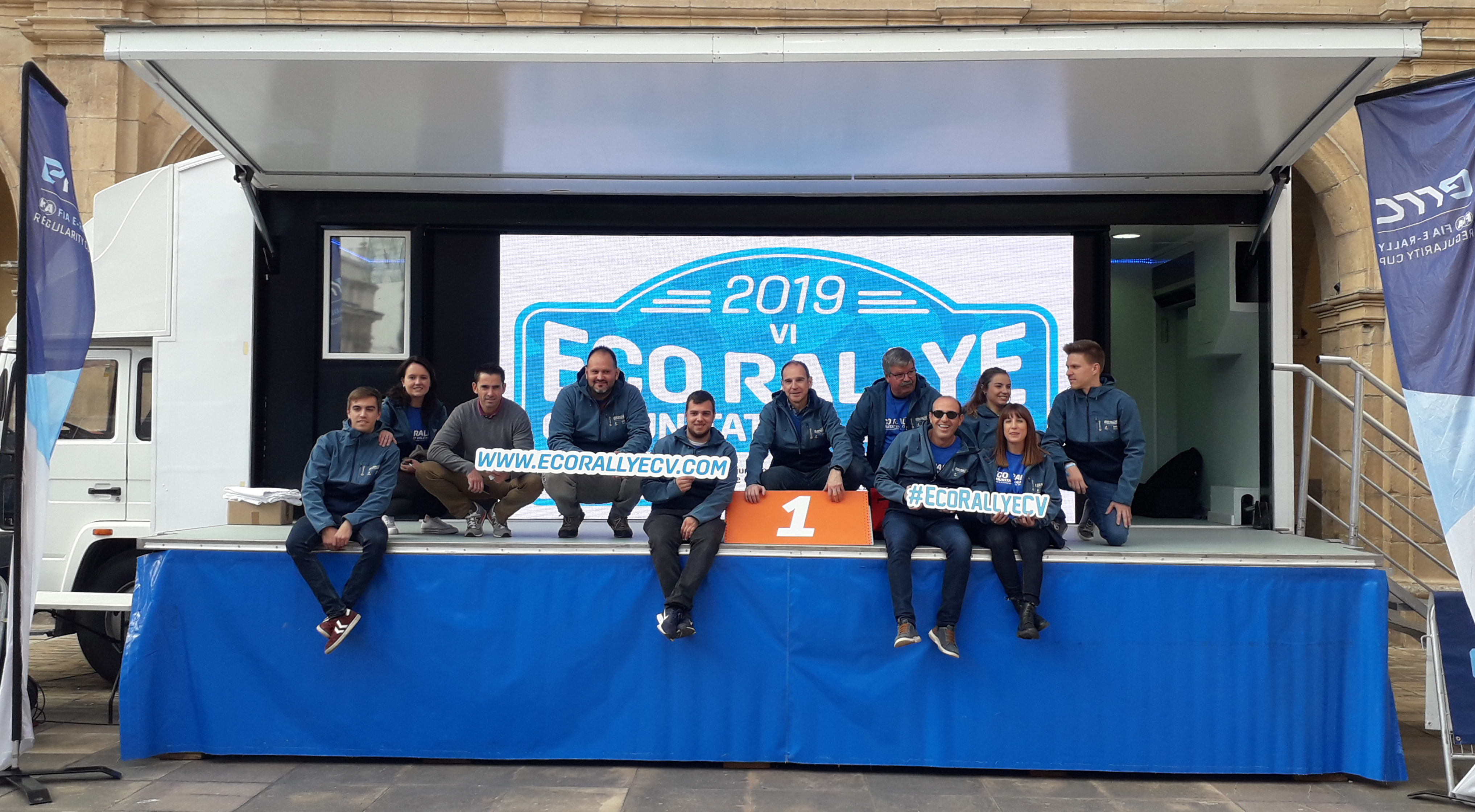
Il team organizzativo dell'Eco Rallye de la Comunitat Valenciana al termine dell'edizione 2019

L'Eco Rallye de la Comunitat Valenciana è una competizione automobilistica con base a Castellón de la Plana riservata a veicoli alimentati tramite fonti di energia alternativa e inserita dal 2018 nel calendario della FIA E-Rally Regularity Cup.

## Albo d'oro
| Edizione | 1º posto                                                                   | 2º posto                                                            | 3º posto                                                                   |
| -------- | -------------------------------------------------------------------------- | ------------------------------------------------------------------- | -------------------------------------------------------------------------- |
| 2018     | Eneko Conde Pujana (pilota) Adolfo González-Almuiña Torres (co-pilota)     | Javier Moltó (pilota) Loren Serrano (co-pilota)                     | Manuel Cortés Rodríguez (pilota) Eloi Alsina Dot (co-pilota)               |
| 2018     | Nissan Leaf                                                                | Renault Zoe                                                         | Hyundai Kona                                                               |
| 2019     | José Ignacio Marcos Villoria (pilota) Alfonso Oiarbide Askondo (co-pilota) | Guido Guerrini (pilota) Emanuele Calchetti (co-pilota)              | Didier Malga (pilota) Anne-Valérie Bonnel (co-pilota)                      |
| 2019     | Kia e-Soul                                                                 | Audi e-tron                                                         | Tesla Model S                                                              |
| 2020     | Óscar García Blánquez (pilota) Sergio Marco Lucas (co-pilota)              | Artur Prusak (pilota) Thierry Benchetrit (co-pilota)                | Guido Guerrini (pilota) Francesca Olivoni (co-pilota)                      |
| 2020     | Volkswagen ID.3                                                            | Opel Corsa E                                                        | Renault Zoe                                                                |
| 2021     | Eneko Conde Pujana (pilota) Loren Serrano (co-pilota)                      | Txema Foronda (pilota) Pilar Rodas (co-pilota)                      | Óscar García Blánquez (pilota) Sergio Marco Lucas (co-pilota)              |
| 2021     | Kia eNiro                                                                  | Hyundai Kona                                                        | Volkswagen ID.4                                                            |
| 2022     | Eneko Conde Pujana (pilota) Lukas Sergnese Bermúdez (co-pilota)            | Michal Žďárský (pilota) Jakub Nábělek (co-pilota)                   | Carla Álvarez Sanjurjo (pilota) Daniel Remón Rodríguez (co-pilota)         |
| 2022     | Kia eSoul                                                                  | Hyundai Kona                                                        | Hyundai Kona                                                               |
| 2023     | Eneko Conde Pujana (pilota) Lukas Sergnese Bermúdez (co-pilota)            | José Antonio Luján Suárez (pilota) Aday Luján Falcón (co-pilota)    | Ricardo Gonzales Pozueta (pilota) José Manuel Salas Fontevilla (co-pilota) |
| 2023     | Kia eNiro                                                                  | Renault Zoe                                                         | Kia eNiro                                                                  |
| 2024     | Michal Žďárský (pilota) Jakub Nábělek (co-pilota)                          | José Manuel Pérez Aicart (pilota) Javier Herrera Alejos (co-pilota) | Guido Guerrini (pilota) Artur Prusak (co-pilota)                           |
| 2024     | Hyundai Kona                                                               | Hyundai Kona                                                        | Kia eNiro                                                                  |
| 2025     | Guido Guerrini (pilota) Artur Prusak (co-pilota)                           | Michal Žďárský (pilota) Jakub Nábělek (co-pilota)                   | Eneko Conde Pujana (pilota) Lukas Sergnese Bermúdez (co-pilota)            |
| 2025     | Kia eNiro                                                                  | Hyundai Kona                                                        | Kia EV6                                                                    |